# Алёхин, Николай Александрович
Николай Александрович Алёхин (бел. Мікалай Аляксандравіч Алёхін; 26 октября 1954, Минск, Белорусская ССР, СССР — 8 июля 2023) — советский фехтовальщик на саблях, Заслуженный мастер спорта СССР (1980).
В 1978 году окончил Белорусский ГИФК, тренер. Выступал за клуб ВС (Минск).
Был тренером сборной команды БССР по фехтованию на саблях. Президент республиканского клуба «Золотой клинок».

## Достижения
- Чемпион Олимпийских игр 1980 в командном первенстве
- Чемпион мира 1979 в командном первенстве
- Серебряный призёр чемпионата мира 1981 в командном первенстве
- По итогам выступления в сезоне 1982 был вторым в зачете Кубка мира
- Чемпион СССР 1980 и 1982 в командном первенстве
- Бронзовый призёр чемпионата СССР 1980 в личном первенстве

## Политические взгляды
Подписал открытое письмо спортивных деятелей страны, выступающих за действующую власть Беларуси после жёстких подавлений народных протестов в 2020 году.